# Liste der Monuments historiques in Vougeot
Die Liste der Monuments historiques in Vougeot führt die Monuments historiques in der französischen Gemeinde Vougeot auf.

## Liste der Immobilien
| Bezeichnung                | Beschreibung                                | Standort                  | Kennzeichnung | Schutzstatus | Datum | Bild           |
| -------------------------- | ------------------------------------------- | ------------------------- | ------------- | ------------ | ----- | -------------- |
| Château du Clos de Vougeot | Schloss, 1551 erbaut, mit älteren Bauteilen | westlich des Ortes (Lage) | PA00112745    | Classé       | 1949  | weitere Bilder |